# دیوید کورومینا
دیوید کورومینا (انگلیسی: David Coromina؛ زادهٔ ۹ سپتامبر ۱۹۷۴) بازیکن فوتبال اهل اسپانیا است.
از باشگاه‌هایی که در آن بازی کرده‌است می‌توان به باشگاه فوتبال دپورتیوو آلاوس و باشگاه فوتبال بارسلونا اشاره کرد.